# 3745 Petaev
3745 Petaev (1949 SF) là một tiểu hành tinh vành đai chính được phát hiện ngày 23 tháng 9 năm 1949 bởi K. Reinmuth ở Heidelberg.